# 3304 Pearce
3304 Pearce eller 1981 EQ21 är en asteroid i huvudbältet som upptäcktes den 2 mars 1981 av den amerikanska astronomen Schelte J. Bus vid Siding Spring-observatoriet. Den är uppkallad efter den kanadensiske astronomen Joseph A. Pearce.
Asteroiden har en diameter på ungefär 9 kilometer